# Xylographie

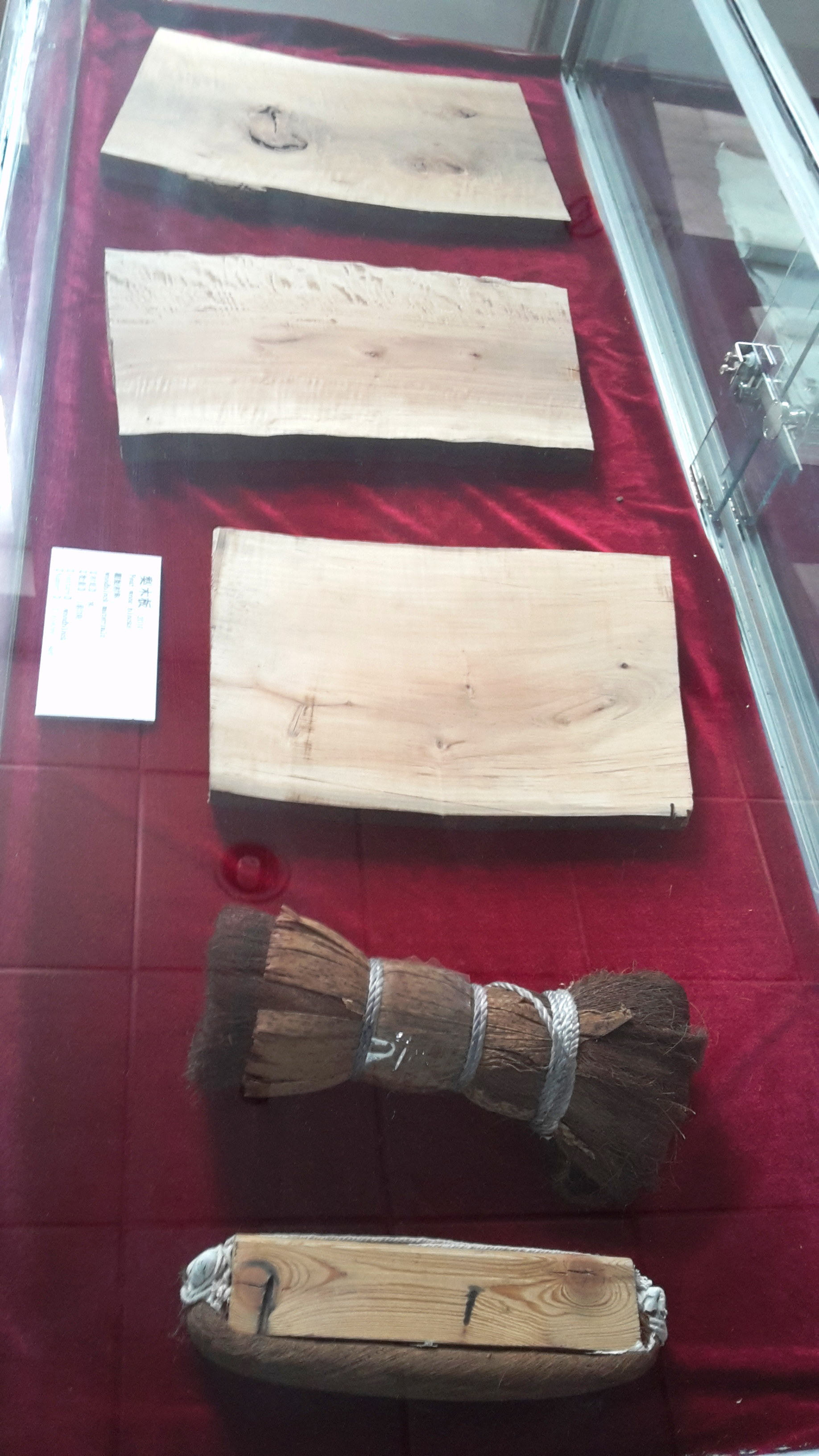
Matériel xylographique chinois, matrices en poirier, brosse à encrer et frotton pour l'impression.

La xylographie est un procédé de reproduction multiple d'une image sur un support plat, papier ou tissu, en utilisant la technique de la gravure sur bois, ou xylogravure, comme empreinte pouvant être reproduite par impression, à meilleur prix que le travail réalisé à la main par des copistes. Ce terme tend à être utilisé pour désigner les gravures produites avant la découverte et la diffusion de l'imprimerie. On nomme parfois xylographes les estampes produites en xylographie antérieures à 1500. L'image reproduite peut être celle d'un texte.

## Histoire

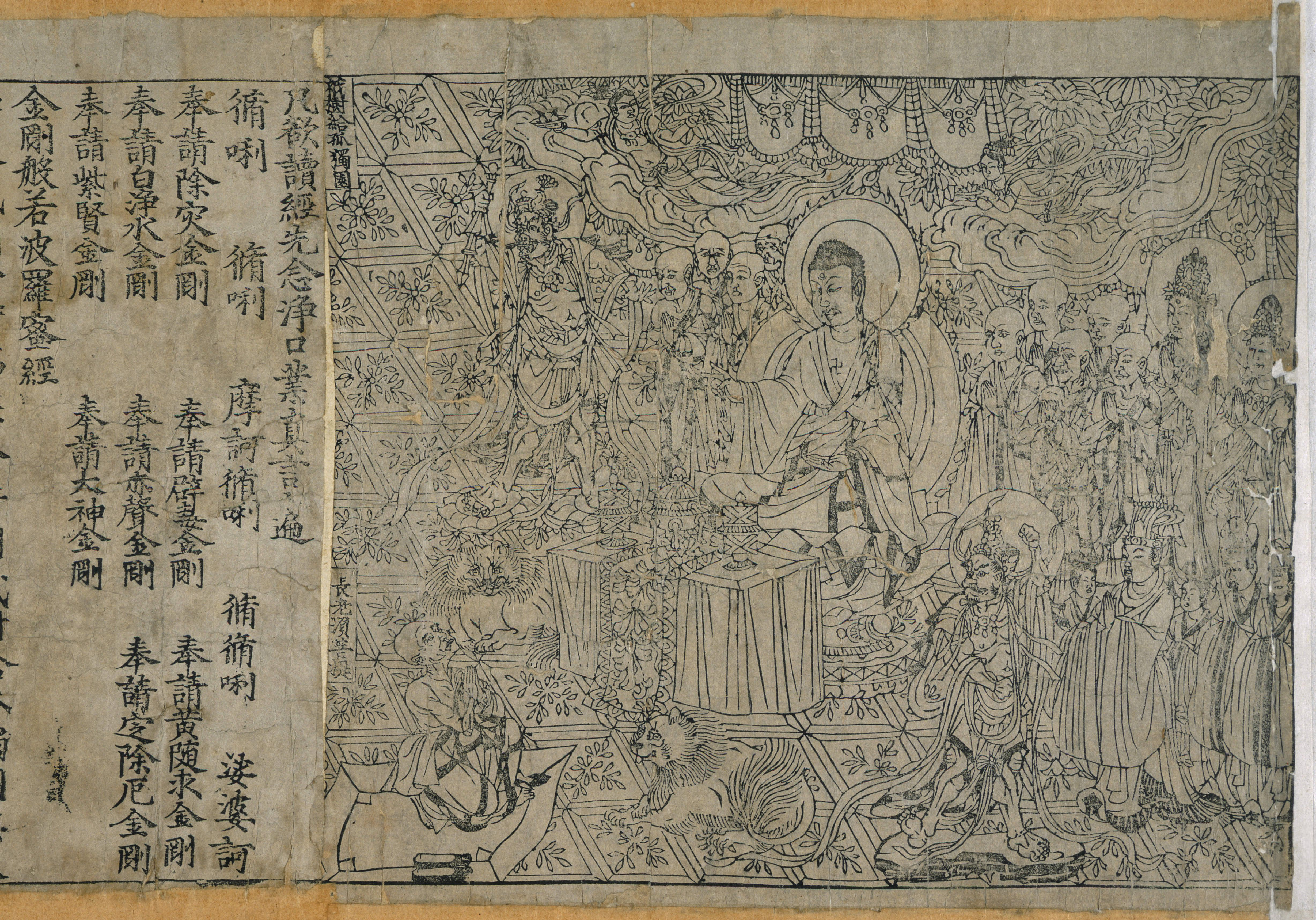
Sūtra du diamant ([868), Dunhuang, province de Gansu, Chine, la plus ancienne impression xylographique sur papier connue, actuellement conservée à la British Library de Londres.

La xylographie a été pratiquée dès le VIIe siècle en Chine, puis en Corée et au Japon.
En Europe, elle semble se développer à partir du XIVe siècle.
Les plus anciens xylographes découverts en Asie :
- en Chine, 650-670 : un exemplaire du Dharani sutra (en) découvert en 1974 à Xi'an la capitale de la dynastie Tang au Shaanxi[1]. Un second daté de 690 à 699 reproduit le Snddharma pundarik[1]. Le premier imprimé daté est le Sūtra du diamant de 868, livre bouddhique illustré, trouvé en 1907 par Aurel Stein dans les grottes de Mogao près de Dunhuang et conservé à Londres (British Library)[2] ;
- en Corée, 704-751 : le Dharani sutra de la lumière pure de 63 × 8 cm, découvert en 1966 au temple de Bulguksa à Kyongju[3] ;
- au Japon, 764-770 : une autre version du Dharani sutra, imprimé en chinois à un million d'exemplaires avec d'autres prières et scellé dans de petits stûpa en bois par l'impératrice Kōken Shōtoku, appelé aussi Hyakumantō Darani (百万塔陀羅尼). Plusieurs centaines de ces petits documents sont arrivés jusqu'à nous.

Les plus anciens xylographes découverts en Europe :
- le plus ancien exemple conservé de bois gravé pour la xylographie serait le bois Protat dont la date d'exécution remonterait au début du XVe siècle et conservé à la Bibliothèque nationale de France ;
- les plus anciennes estampes xylographiques datées sont : la Vierge avec quatre saints de 1418[4] conservée à la Bibliothèque royale de Bruxelles ; le Saint Christophe de Buxheim de 1423 de la John Rylands Library de Manchester[5]. Elles proviennent toutes d'Europe du Nord qui serait le berceau de cette technique[6].

Les graveurs sur bois, qu'on nommait en français « tailleurs d'histoires » et en allemand « Formschneider », utilisaient la taille d'épargne sur bois, — en Europe, cormier, hêtre, poirier, noyer, au Japon principalement le cerisier — comme matrice et le papier de chiffon comme support d'impression.

## L'ancêtre des incunables

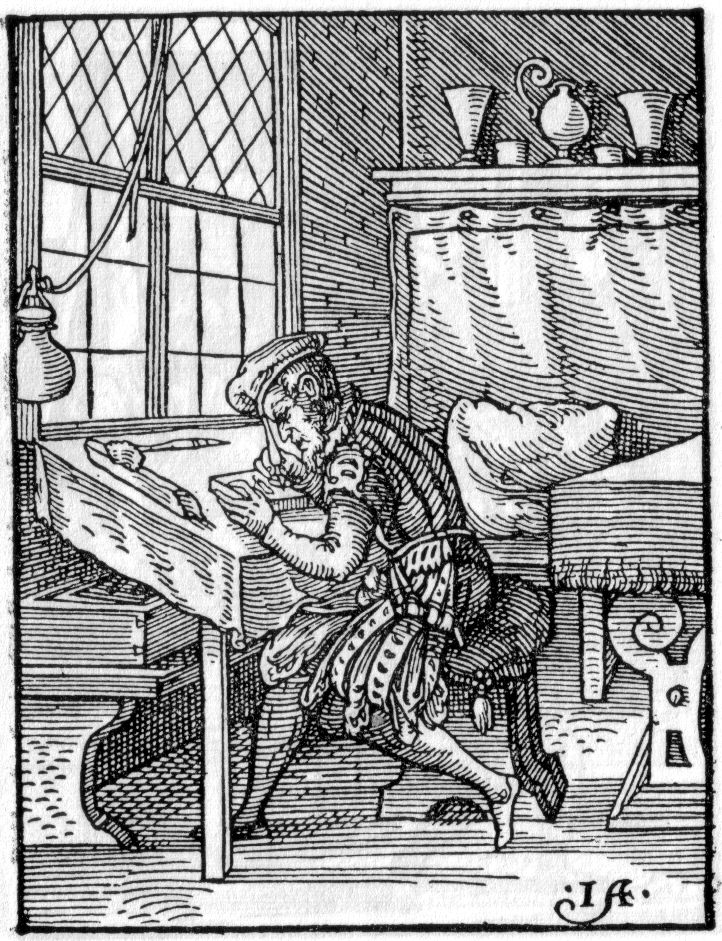
Graveur sur bois (XVIe siècle).

Les bois gravés étaient aussi utilisés pour imprimer des livres bon marché, comme des grammaires destinées aux étudiants, généralement appelées Donat, du nom d’un grammairien latin du IVe siècle, Ælius Donatus. Le graveur taillait le texte de la page à imprimer dans le bois. Ce travail très fastidieux empêchait toutes modifications par la suite et les caractères étaient de forme irrégulière. Les livres européens où le texte et les images sont gravés dans le même bloc de bois sont appelés « incunables xylographiques ». Ils sont cependant tous postérieurs à l'invention de l'impression à caractères mobiles par Johannes Gutenberg.
La gravure terminée, la planche de bois était enduite d’encre à l'aide d'une balle, puis on y déposait une feuille de papier que l'on pressait manuellement, avec un frotton (balle en crin), enfin, décollée, la feuille estampée était mise à sécher, étendue sur une corde à linge. La marque profonde laissée sur le papier par l’empreinte de la gravure explique que ces estampes soit imprimées sur une seule face.
Les impressions successives détériorent le bois ; le développement de l'imprimerie à caractères mobiles va concurrencer puis éliminer cette technique d’impression des textes. La gravure sur bois continuera d'être très largement utilisée pour la production d'images (images de dévotion, illustrations de livres et images vendues par les colporteurs) et surtout des cartes à jouer, qui est l'endroit des dominotiers.

## L'ancêtre de la typographie
Graver une page entière de caractères sur une plaque de bois ressemble à une gageure. Pour simplifier leur travail, certains graveurs travaillent à la ligne. Le texte n’est plus gravé en un seul bloc mais en plusieurs blocs d'une ou de plusieurs lignes. Cette technique permet également les modifications du texte. Il suffit de retirer le ou les blocs du texte à modifier et les remplacer par des nouveaux.

## L'estampe populaire
L'estampe populaire fait son apparition en France dans le premier quart du XVe siècle. Le graveur taille son image dans le fil du bois. L’image est très suggestive, a peu de texte, légende ou titre, « les petites gens » ne savent pas lire. Pour rendre son image encore plus attrayante et par là même augmenter sa clientèle, le graveur rehausse son image avec des couleurs très vives, rouge, bleu, jaune, vert émeraude, brun. Les couleurs sont appliquées sur la feuille à l’aide d’un pochoir ou directement à la brosse.

## Saint patron
Le saint patron des papetiers, dominotiers est saint Antoine.

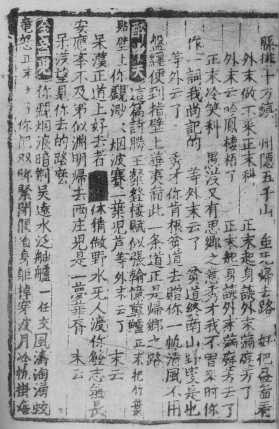
Bois gravé de l'époque de la dynastie Yuan.
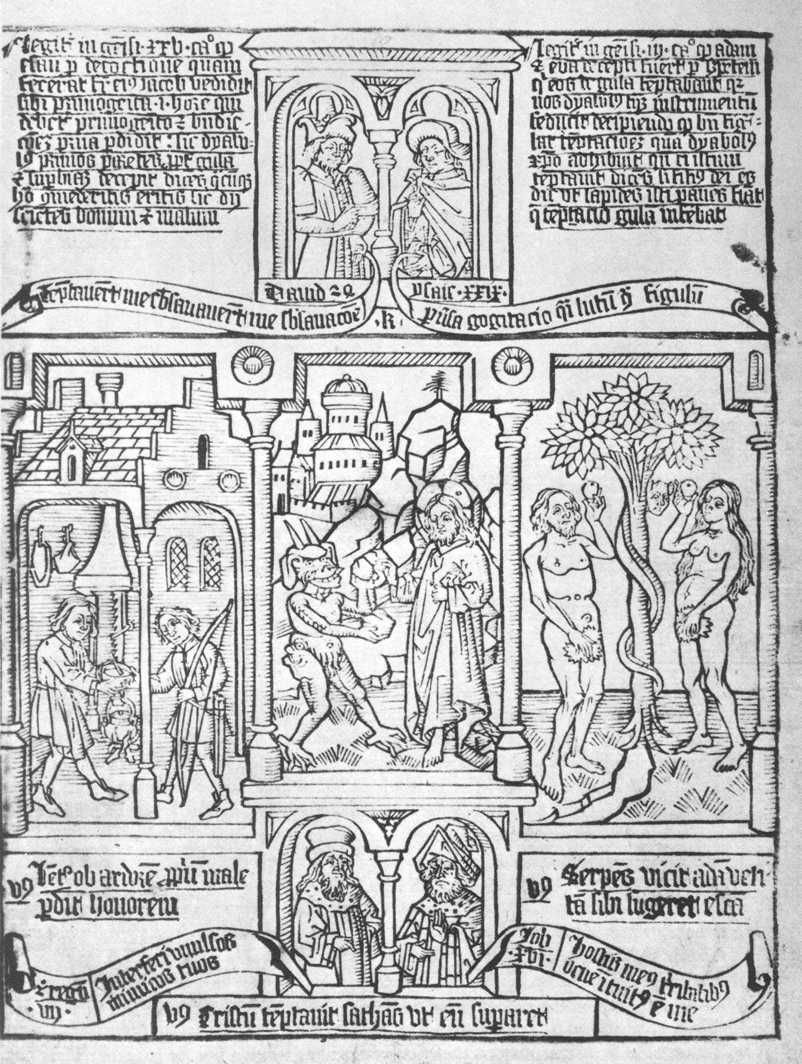
Biblia pauperum, la Bible des Pauvres, xylographie.